# Александър Литвиненко
Александър Валтерович Литвиненко (на руски: Александр Вальтерович Литвиненко) е бивш подполковник от руската Федерална служба за сигурност (ФСБ), служил и в КГБ, специалист в борбата с организираната престъпност и тероризма.
След като работи за КГБ и нейния правоприемник ФСБ, Литвиненко публично отправя обвинения, че неговите началници са му издавали неправомерни заповеди за убийство на руския милиардер Борис Березовски. Литвиненко е отстранен от агенцията и по-късно през 1999 г. е арестуван по обвинения за превишаване на правомощията си при антитерористична операция в Кострома. Той е освободен от затвора месец по-късно, след като подписва декларация, че няма да напусне Русия.
През 2000 г. Литвиненко нелегално емигрира от Русия в Обединенотото кралство, където получава политическо убежище и гражданство. Тогава издава книгите „Взривяване на Русия: Терор отвътре“ и „ЛПГ – Лубянската престъпна групировка“, в които описва идването на власт на Путин като държавен преврат, организиран от ФСБ. Ключов елемент от стратегията на ФСБ според него е сплашване на хората чрез взривяване на жилищни сгради в Москва и други градове. Тези взривове се приписват на чеченските терористи и служат за оправдаване на наказателните акции на руските военни части в Чечения, като по този начин Путин става популярен и спечелва изборите за президент. Той също описва в големи детайли връзката на ФСБ и в частност на Путин с организираната престъпност. В следващите няколко години Литвиненко отправя обвинения към ФСБ в подкрепа на тероризма по света, включително и за трениране на бойци на Ал-Кайда в Дагестан.
На 1 ноември 2006 г. Литвиненко изненадващо се разболява, приет е в болница и умира три седмици по-късно от радиационно отравяне с редкия и силно токсичен радиоактивен изотоп Полоний-210. Смъртта на Литвиненко, неговите връзки с ФСБ и публичното му обвинение, че руското правителство стои зад неговото отравяне, предизвикват широко отразяване от световните медии. Британските служби активно разследват няколко места с радиактивно замърсяване, които са свързани с Литвиненко, включително и определени самолети, пътували от Москва до Лондон и Хамбург.

## Биография
Александър Валтерович Литвиненко е роден през 1962 г. във Воронеж. През 1980 г., след завършване на средното си образование в Налчик, е призован на служба във Вътрешни войски и след една година служба е изпратен във военното училище „Киров“ във Владивосток. След завършването му през 1985 г. той е назначен за командир на взвод в полк на Вътрешни войски, занимаващ се с транспорт на ценности.
От 1988 г. е в органите на контраразузнаването на КГБ на СССР. През 1989 г., след една година обучение в Новосибирското военно училище по контраразузнаване, той става действащ офицер и служи във военното контраразузнаване до 1991 г.
От 1991 г. е в централното управление на руските специални служби – ФСБ. Неговата специалност е борба с тероризма и организираната престъпност. За проведените заедно с Московската криминална милиция (МУР) операции за издирване и задържане на особено опасни престъпници получава званието „Ветеран на МУР“. Участник е в бойни действия в много от горещите точки на бившия Съветски съюз и Русия. През 1997 г.  е назначен в най-секретния отдел на ФСБ – Управление по разработка на престъпни организации (УРПО), на длъжност старши оперативен сътрудник, заместник-началник на 7-и отдел. На него е поверена охраната на Борис Березовски, когато Березовски е правителствен служител.
На 18 ноември 1998 г. дава пресконференция в Москва заедно с петима маскирани свои колеги, сътрудници на УРПО при ФСБ. Те съобщават, че през ноември 1997 г. шефовете на УРПО генерал-майор Евгений Хохолков и капитан I ранг Александър Камишников са наредили на Литвиненко с устна заповед да убие Борис Березовски, по това време заместник-секретар на Съвета по сигурност на Руската федерация и близък на президента Борис Елцин. Литвиненко и колегите му отказали да изпълнят заповедта, след което техните началници започнали да ги заплашват с физическа разправа за това, че не искали „да убият евреина, който ограби половината страна“. Две седмици по-късно Литвиненко е нападнат близо до дома си.
През март 1999 г. Литвиненко е арестуван по обвинение в превишаване на правомощията си и е затворен в Лефортово, затвор в Москва. През ноември 1999 г. е оправдан, но още в съдебната зала, след прочитането на оправдателната присъда, е арестуван от ФСБ и отведен в следствения изолатор на Бутирския затвор по второ углавно дело. През 2000 г. второто дело е прекратено от прокуратурата поради липса на състав на престъпление. Същия ден срещу него е започнато трето дело, а той е освободен с мярка за неотклонение подписка.
Заради заплахи от ФСБ той нелегално напуска Русия, поради което срещу него е образувано четвърто углавно дело. През май 2001 г. получава политическо убежище във Великобритания, а през октомври 2006 г. получава британско гражданство.
През юли 2006 г. той пише статия „Кремълският Чикатило“, в която обвинява руския президент Путин в педофилия. Напоследък е разследвал убийството на руската журналистка Анна Политковская. През октомври 2006 г. той пише статията „Кремълският Чикатило 2“.
Според приятели на Литвиненко, той е отровен от руското правителство.
Скотланд Ярд разследва смъртта му. Външно министерство на Великобритания иска от Москва получаване на цялата информация, която може да помогне на разследването.

## Обстоятелства около смъртта му
На 1 ноември 2006 г. Литвиненко неочквано се разболява. В интервютата, които дава, твърди, че през този ден се е срещнал в Лондон с двама бивши служители на КГБ, единият от които е Андрей Луговой, бивш бодигард на бившия руски министър-председател Егор Гайдар (за когото на 24 ноември е съобщено, че също е отровен). Преди това той се е срещнал с италианския учен Марио Скарамела, който му предал материали, включващи списък на руски дисиденти, премахването на които е поставено като задача на руските специални служби и на хората от службите, натоварени с тази задача. На срещата Скарамела, който е съветник към Комисията Митрохин, разследваща проникването на КГБ в италианската политика, твърди, че има информация за смъртта на Анна Политковская, журналистка, убита в апартамента си в Москва през октомври 2006 г. На 20 ноември се съобщава, че Скарамела се крие и се страхува за живота си. Олег Гордиевски, дългогодишен познат на Литвиненко и също бивш офицер от КГБ, емигрирал в Англия, предполага пред Би Би Си, че Литвиненко вероятно е отровен още в апартамента на негов руски приятел, с който са пили чай заедно, преди да отиде в суши ресторанта.
На следващия ден здравословното състояние на Литвиненко се влошава и той е приет в болница. Първоначално лекарите предполагат вирусна инфекция. След като лечението му обаче се оказва безуспешно и състоянието му продължава да се влошава, те обръщат внимание на предположенията на пациента, че може да е отровен. Първоначалното им предположение е, че отравянето е с талиеви соли. По-късно един от токсиколозите отбелязва, че симптомите напомнят по-скоро радиоактивно облъчване, и предполага отравяне с радиоактивен талий. Това предположение обаче също отпада.
На 23 ноември Литвиненко умира в болницата. Като причина за смъртта е потвърдено отравяне с радиоактивен полоний-210 .
Този елемент реално може да бъде получен само от тесен списък хора в страна със значима ядрена програма.
Поради тази причина Британската група за извънредни ситуации „Кобра“, за която се знае, че се занимава с въпросите, свързани с борбата с тероризма, се събира на заседание.

## Предсмъртно писмо на Литвиненко
Два дни преди да умре в болницата той диктува предсмъртно писмо, което неговият приятел Алекс Голдфарб, председател на Фонда за граждански права на Березовски и негов адвокат, прочита след смъртта му пред медиите. В предсмъртното си обръщение Литвиненко обвинява руския президент Путин за убийството си. 
| „                                        | Бих желал да благодаря на много хора. На моите лекари; на сестрите и на болничния персонал, които правят всичко възможно за мен; на британската полиция, която разследва моя случай взискателно и професионално и охранява семейството ми. Бих желал да благодаря на британското правителство за това, че ме взеха под тяхна закрила. За мен е чест да бъда британски гражданин. Бих желал да благодаря на британската общественост за тяхната подкрепа и за това, че се интересува от тежкото състояние, в което се намирам. Благодаря на моята съпруга Марина, която бе до мен. Любовта ми към нея и към нашия син е безгранична. Лежейки тук, аз ясно чувам ударите на крилата на ангела на смъртта. Може и да успея временно да му се изплъзна, но краката ми не бягат толкова бързо, колкото бих желал. По тази причина мисля, че сега е времето да кажа едно-две неща на човека, отговорен за моето настоящо състояние. Може да успеете да ме накарате да мълча, но това мълчание си има цена. Вие се показахте като нецивилизован и безмилостен, такъв, какъвто Ви изкарват най-жестоките критики. Вие показахте, че не цените живота, свободата или каквито и да било ценности на цивилизацията. Вие се показахте като недостоен за поста, който заемате, и за доверието на цивилизованите хора. Може и да успеете да накарате един човек да замълчи, но вълната на протеста по цял свят ще ечи в ушите Ви, г-н Путин, до края на живота Ви. Нека Господ ви прости за онова, което сторихте не само на мен, но и на многообичната ни Русия. ... | “ |
| Александър Литвиненко 21 ноември 2006 г. | |   |

## Други заразени с Полоний-210

### Марио Скарамела
Според някои британски медии заразеният с Полоний-210 Марио Скарамела няма шанс да оцелее. Това съобщение не се потвърджава от „Юнивърсити колидж хоспитал“. Според служители на болницата, в която е лекуван и Литвиненко преди смъртта му, наличието на Полоний-210 в тялото на Скарамела е значително по-ниско. На 6 декември Скарамела е изписан от болницата, тъй като не демонстрира признаци на отравяне.

### Егор Гайдар
Внезапното неразположение на Егор Гайдар на 24 ноември, в деня на смъртта на Литвниненко, се свързва с посещението му в ресторанта, където е открит полония, и се разследва като част от разследването по убийството на Литвиненко. Предполага се, че Гайдар вероятно е отровен, след като е пил странен на вкус чай. Гайдар е приет в болница, където лекарите съобщават, че няма опасност за живота му и той ще се възстанови. Този инцидент напомня отрявянето на Анна Политковская по време на полета ѝ за Беслан.

### Съпругата на Литвиненко
Съпругата на Литвиненко е вън от опасност, въпреки че и тя е дала положителни резултати при изследванията за радиоактивни елементи, но нивата са под опасното и тя не се нуждае от лечение.

### Ахмед Закаев
Разследването включва и мерцедеса, откарал Литвиненко до дома му, за който се смята, че е собственост на Ахмед Закаев, министър на външните работи от правителството в сянка на Чечения. Сведенията показват, че следи от полоний са открити и в колата.

## Книги на Литвиненко
- Юрий Фелщинский и Александър Литвиненко, ФСБ взривява Русия Архив на оригинала от 2007-07-16 в Wayback Machine., 2002, цялата книга на руски
- Литвиненко, Александър. ЛПГ – Лубянската престъпна групировка.   Факел Експрес, 2003. ISBN 9549772225.
  - А. Литвиненко, Лубянската престъпна групировка Архив на оригинала от 2007-05-14 в Wayback Machine., 2002, цялата книга на руски

## Литвиненко в българските медии
- Нет Инфо: Скотланд Ярд разследва отравянето му
- Нюз БГ: Литвиненко почина
- Новинар: Литвиненко умира
- Всеки ден: Второ неизлъчено интервю на Литвиненко пред Коритаров Архив на оригинала от 2007-09-26 в Wayback Machine.
- Още: Протестно писмо на руското посолство в България по повод интервю на Литвиненко Архив на оригинала от 2006-11-15 в Wayback Machine.
- БТВ: Отговор на СЕМ относно излъченото в „Блиц“ интервю
- БТВ: Информация за първото интервю на Литвиненко Архив на оригинала от 2007-09-30 в Wayback Machine.